# Takenoshin Nakai
Takenoshin (o Takenosin) Nakai (Gifu, 9 de noviembre de 1882-Tokio, 6 de diciembre de 1952) fue un botánico japonés.
En 1910, al Japón anexar a Corea, y Nakai -ya un científico respetado- es nombrado "botánico gubernamental de Chosen", el nombre japonés para la "nueva provincia". Debido al desconocimiento científico que había del país, la larga y difícil expedición a las zonas montañosas, da frutos en diversas obras, como Flora coreana y Flora selvática coreana. Su estada en Corea comprende los años entre 1909 y 1942.
De marzo de 1943 a 1948 dirige el Jardín botánico de Bogor y el Jardín botánico de Cibodas en Cianjur (isla de Java) durante la ocupación japonesa de Indonesia. Acabada la Segunda Guerra Mundial, es profesor de taxonomía vegetal en la Universidad de Tokio, donde tiene alumnos que serían botánicos renombrados como Hiroshi Hara (1911-1986) y Fumio Maekawa (1908-1984). También dirigió el "Museo Nacional de Ciencia" de Tokio.
Fue especialista en algas, en Pteridophyta, Bryophyta y espermatófitas.

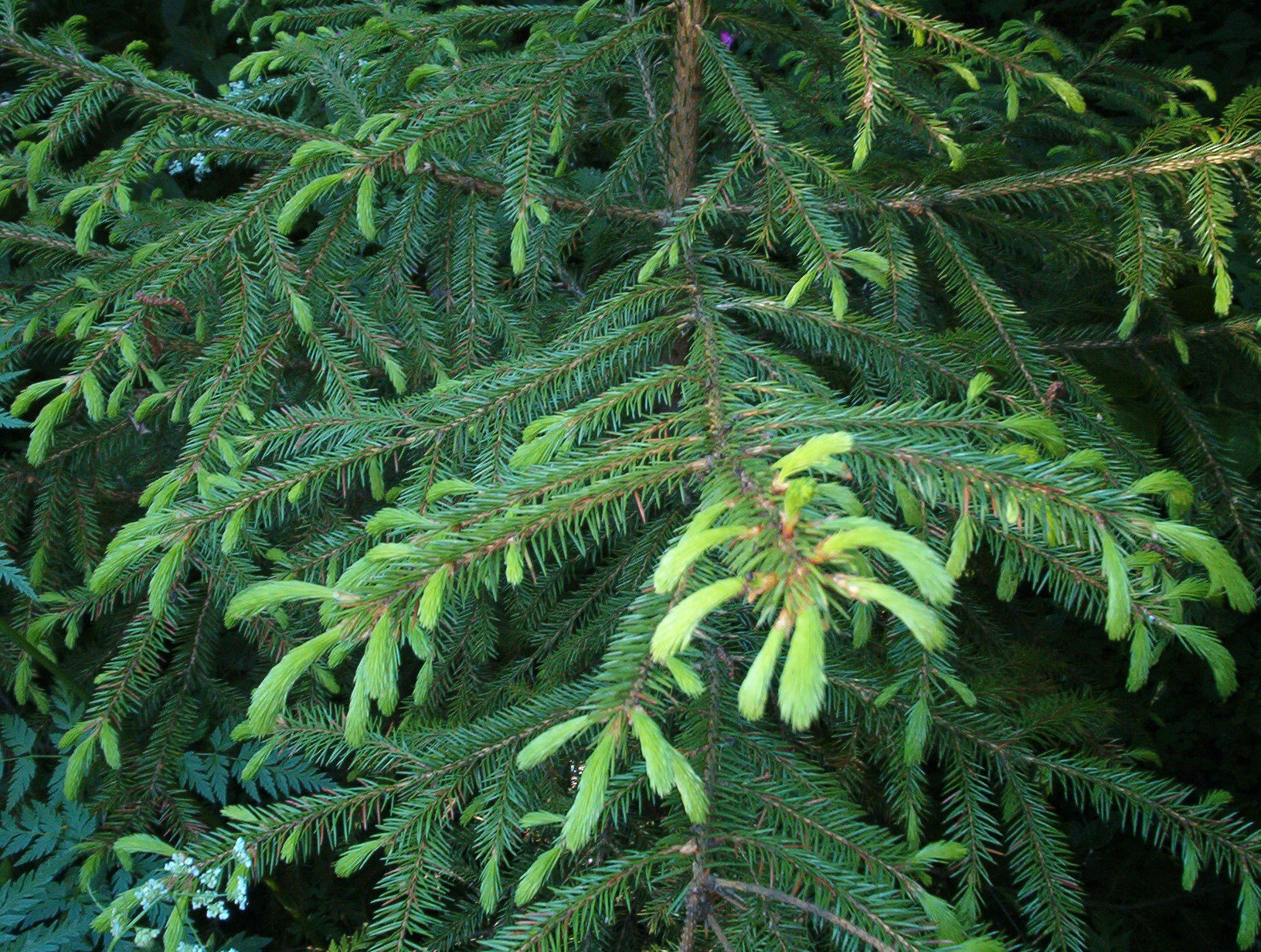
Picea koraiensis Nakai.

## Honores

### Epónimos
Diversas especies vegetales y animales fueron bautizadas en su honor:
- (Aceraceae) Acer nakaii  Uyeki 1929 [3]
- (Aceraceae) Artemisia nakaii Pamp. 1927
- Attheyella nakaii
- (Asteraceae) Crepidiastrum × nakaii H.Ohashi & K.Ohashi 2007
- Agropyrum nakaii
- (Rosaceae) Cerasus nakaii (H.Lév.) A.I.Baranov & Liou 1958
- Roegneria nakaii Kitag. 1941
- Podocarpus nakaii
- Polygonum nakaii (Hara) Ohwi[4]
- Elymus nakaii (Kitag.) Á.Löve [5][6]
- Forsythia nakaii
- (Asteraceae) Taraxacum nakaii H.Koidz. 1933
- (Boraginaceae) Trigonotis nakaii Hara 1941
- Oxya nakaii
- (Poaceae) Sasa nakaii Makino 1929
- (Symplocaceae) Bobua nakaii (Hayata) Kaneh. & Sasaki [7]
- (Symplocaceae) Symplocos nakaii Hayata[8]
- (Taxaceae) Podocarpus nakaii Hayata[9]
- (Theaceae) Camellia nakaii Hayata[10]
- (Theaceae) Thea nakaii Hayata[11]
- (Woodsiaceae) Athyrium nakaii Tagawa [12]

Además de su copiosa producción bibliográfica propia, también editó obras de grandes botánicos: La Flora iaponica de Carl Peter Thunberg (Tokio 1933), la Hydrangeae genus de Siebold (1938), la Supplemetum plantarum... Generum plantarum editionis secunda de Linneo (Tokio, 1936).
- La abreviatura «Nakai» se emplea para indicar a Takenoshin Nakai como autoridad en la descripción y clasificación científica de los vegetales.[13]